# Гай Сосий (консул)
Гай Со́сий (лат. Gaius Sosius; умер после 17 года до н. э.) — римский военачальник и политический деятель, консул 32 года до н. э. Участвовал в гражданских войнах на стороне Марка Антония.

## Биография
О семье, к которой принадлежал Гай Сосий, известно только одно: его отец носил тот же преномен, Гай.
В 49 году до н. э. некто Гай Сосий занимал должность претора, но антиковеды согласны с тем, что это не мог быть будущий консул 32 года: претура не могла предшествовать квестуре. Поэтому в историографии возникла версия о том, что претор 49 года мог приходиться отцом будущему консулу.
Первые надёжные упоминания о Гае относятся к 40 или 39 году до н. э., когда он, согласно нумизматическим источникам, занимал должность квестора и участвовал в послевоенном урегулировании ситуации в Греции (в частности, на Закинфе); на тот момент он был сторонником триумвира Марка Антония. В 39 году до н. э. Антоний и Октавиан заключили договор в Путеолах, одним из условий которого было предоставление Сосию консулата в последующие годы.
В 38 году до н. э. Антоний назначил Сосия наместником Сирии и (по данным одного источника) Киликии с проконсульскими полномочиями. Сосий получил приказ вернуть престол Иудее царю Ироду; будучи занят подавлением восстания в своей провинции, он предоставил Ироду два легиона, и тот летом 37 года до н. э. взял Иерусалим. Гай получил от царя богатые подарки. Солдаты, судя по легенде одной из отчеканенных Сосием монет, провозгласили его императором. О последующих годах известно только, что 3 сентября 34 года до н. э. Гай отпраздновал триумф над Иудеей; следовательно, в Италию он вернулся ещё раньше.
1 января 32 года до н. э. Сосий принял полномочия консула; его коллегой был знатный плебей Гней Домиций Агенобарб. В это время резко обострились отношения между триумвирами. Консулы потребовали от сената утвердить ряд недавних распоряжений Антония на Востоке — в частности, передачу его сыновьям территорий некоторых вассальных Риму царств. Столкнувшись с открытой враждебностью Октавиана, Сосий и Агенобарб с 300 сенаторами бежали из Рима и в марте прибыли в Эфес, где встретились с Антонием. В Риме же были назначены консулы-суффекты.
В развернувшейся после этих событий войне Сосий командовал частью антонианского флота. В конце августа 31 года до н. э. при Акции, где стояли друг против друга главные морские силы противоборствующих сторон, он внезапно атаковал корабли Октавиана и обратил их в бегство; впрочем, вражескому флотоводцу Марку Випсанию Агриппе удалось стабилизировать ситуацию. В решающем сражении Сосий командовал левым крылом. После поражения он попал в плен и получил жизнь и свободу только благодаря заступничеству Луция Аррунтия.
Под властью Октавиана Сосий сохранил своё высокое положение. Он построил или перестроил храм Аполлона в Риме, украсив это святилище статуями Аполлона и Ниобидов, вывезенными из Селевкии (с этого момента храм назывался Templum Apollinis Sosiani). В последний раз Сосий упоминается в актах Секулярных игр 17 года до н. э.